# コンドリュー
コンドリュー(Condrieu)は、フランス、オーヴェルニュ＝ローヌ＝アルプ地域圏ローヌ県のコミューン。ローヌの白ワインとしては最も由緒のあるコンドリューを生産している。

## 地理
ローヌ川の右岸にあり、ヴィエンヌの約11km南にある。

## 由来
10世紀に文書に記された名はConriacusであった。1251年にはCondriacoとなった。語源はガリア語の男性名ComeriusまたはComariusに接尾辞の-acumがつけられたとされている。

## 歴史
ローマ時代からぶどうを栽培していると言われ、シラーとともにフランスでも最も古いぶどう品種といわれるヴィオニエの発祥地といわれている。

## ワイン
コンドリュー村からローヌ川に沿って右岸を下り、ロワール県の5ヶ村を經てアルデシュ県リモニー村までの約15kmの範囲がコンドリューAOCの栽培地域である。

## 人口統計
| 1962年 | 1968年 | 1975年 | 1982年 | 1990年 | 1999年 | 2006年 | 2009年 |
| ------ | ------ | ------ | ------ | ------ | ------ | ------ | ------ |
| 2926   | 3411   | 3132   | 3078   | 3093   | 3424   | 3579   | 3830   |

参照元 : CassiniとInsee